# Pilař (jez)

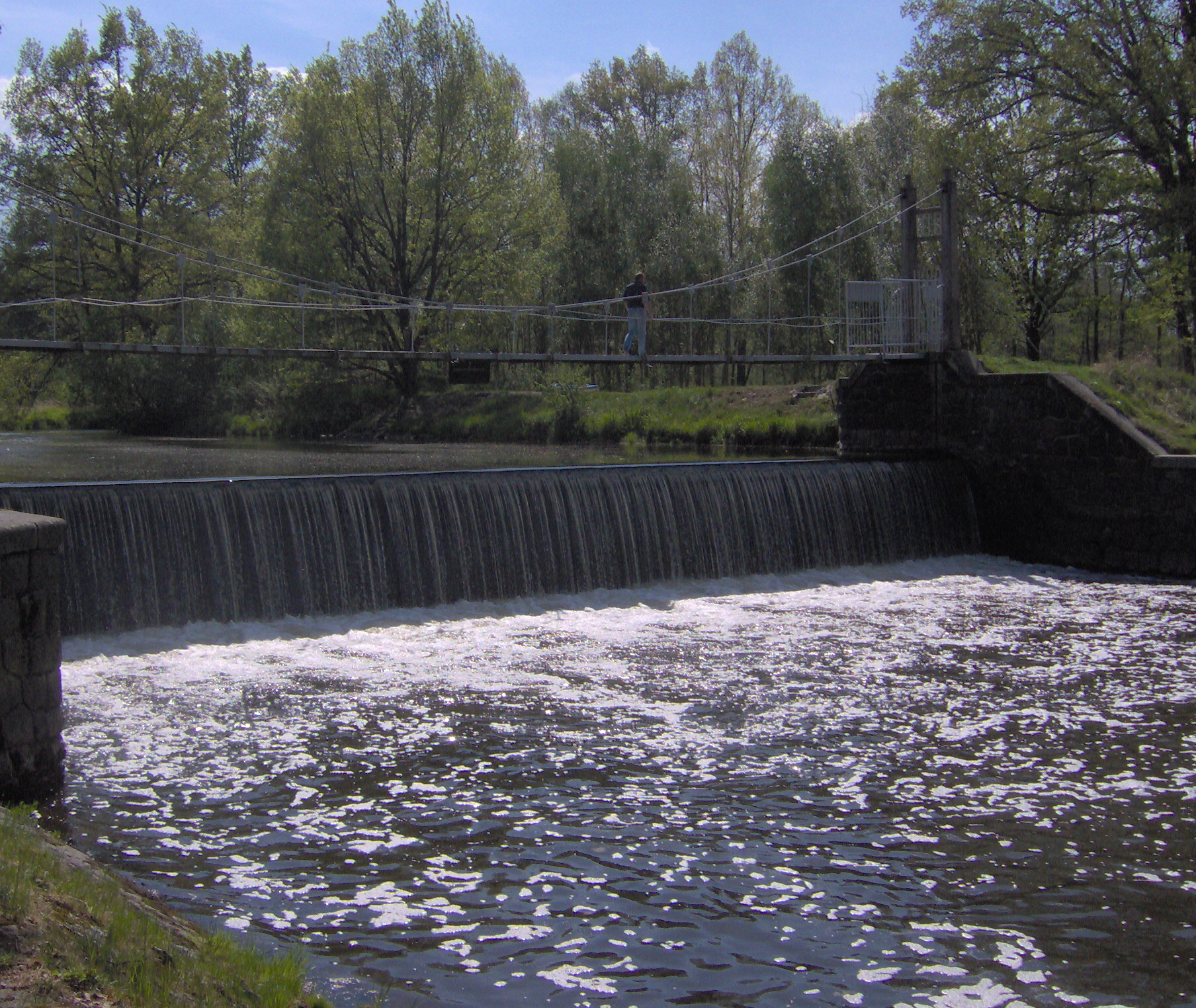
Jez Pilař

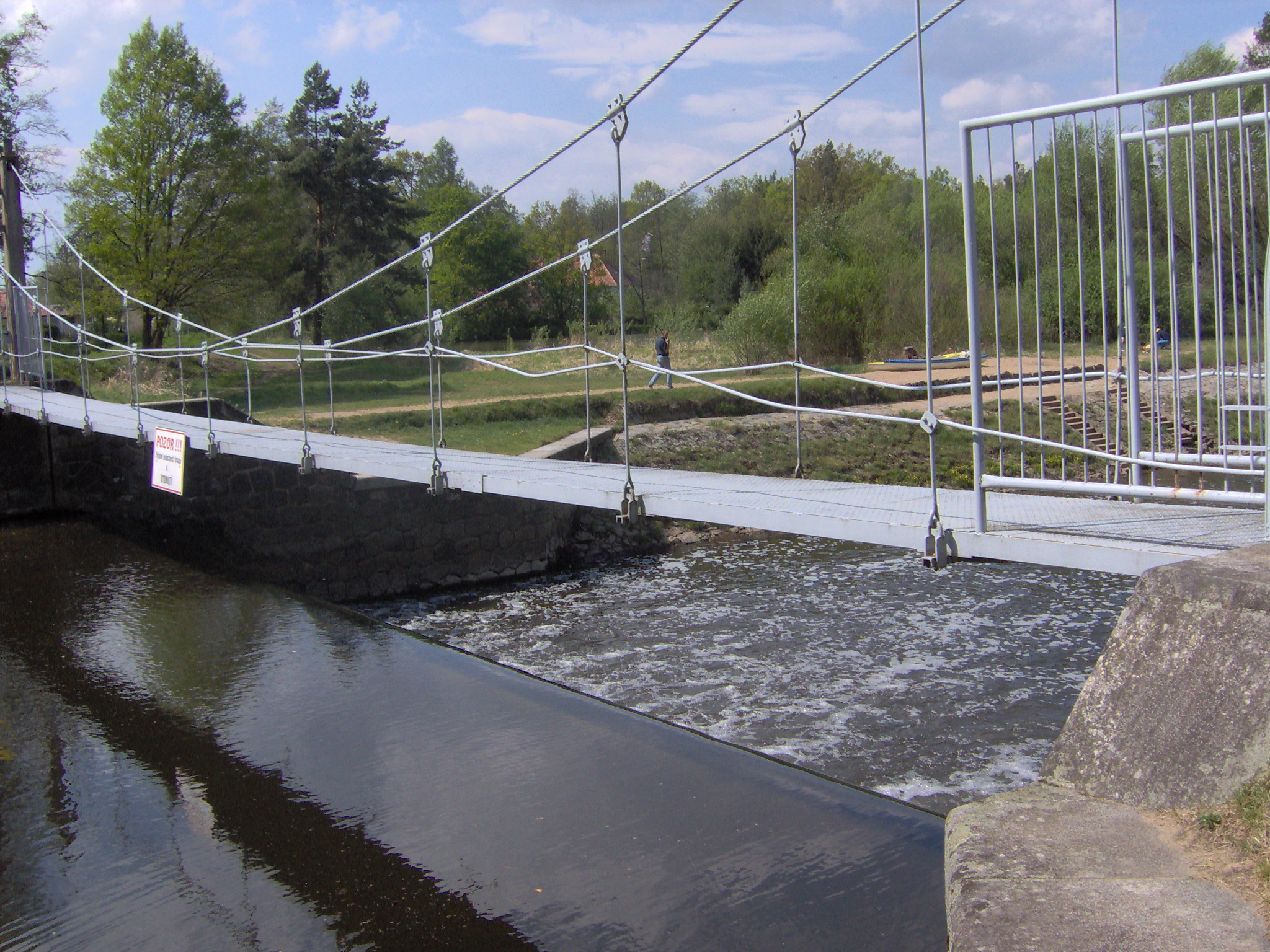
Jez Pilař

Jez Pilař je 3,0 metru vysoký jez s kolmým spádem na kilometru 116,8 řeky Lužnice, v katastrálním území Hamr, blízko obce Majdalena a stejnojmenné železniční stanice. Zvýšením vodní hladiny zajišťuje přívod vody pro umělý kanál Zlatá stoka. Původně byl dřevěný, později, v roce 1930, byla vybudována pevná kovová konstrukce jezu.[zdroj?]
Patří mezi vodácky nejnebezpečnější jezy na řekách České republiky. Za velké vody proud nad jezem silně táhne a již za středního a zejména za velkého vodního stavu se pod jezem tvoří nebezpečný vodní válec (silné vývařiště), ve kterém utonula již řada vodáků (v červnu 2006 se uvádělo více než 30). Nejnovější statistiky uvádějí již dokonce na 40 obětí[zdroj?] – v tom jsou započítány i oběti, jejichž těla se nikdy nenašla – patrně je proud Lužnice odnesl do rybníka Rožmberka.[zdroj⁠?!] Vodáci jej přenášejí obvykle po levém břehu. Ve vývařišti je pro zpomalení proudu vybudována po celé šířce řeky 60 cm ze dna vyčnívající betonová zídka, která při převržení plavidla působí těžká zranění.[zdroj⁠?!]

## Galerie

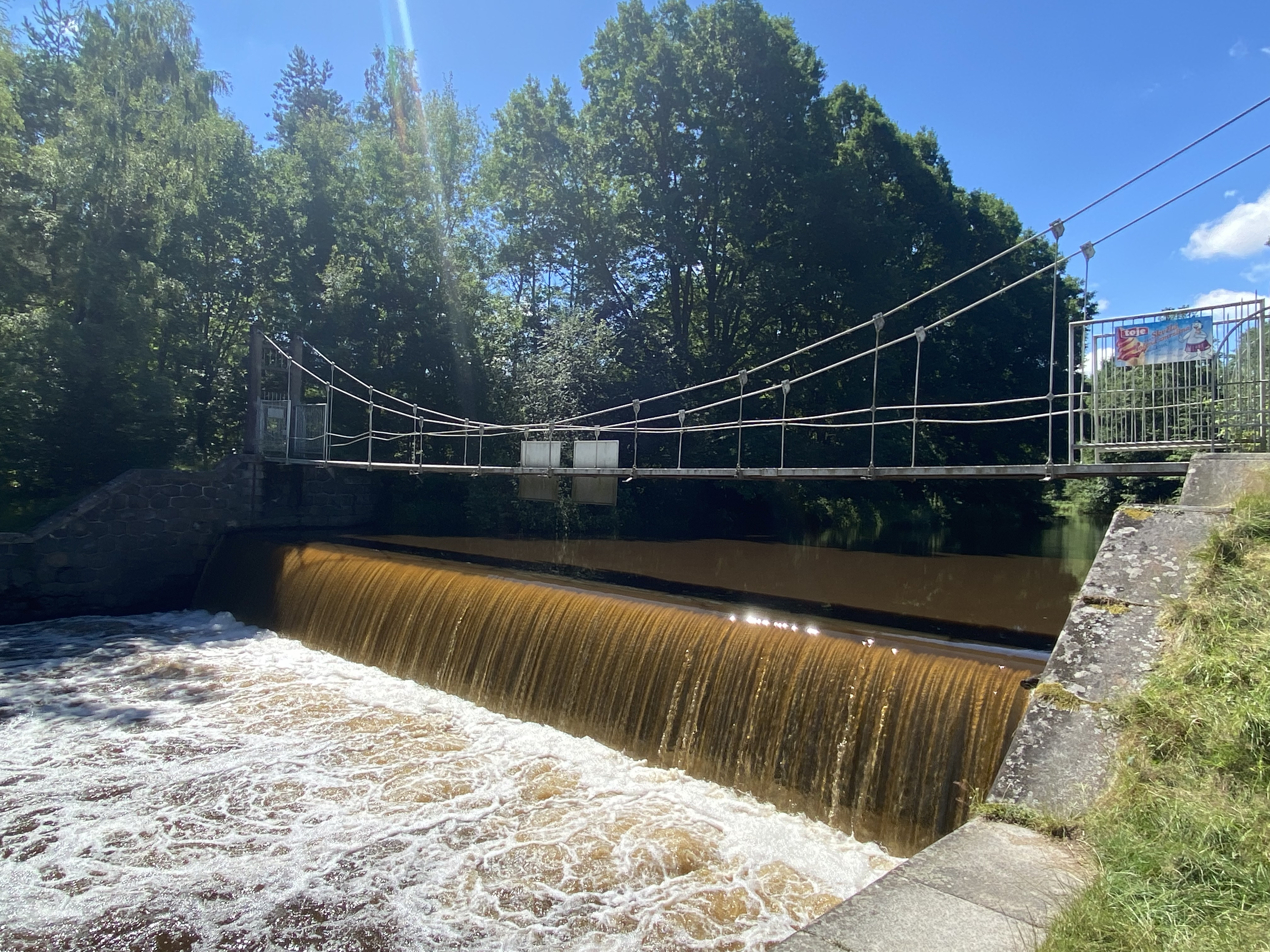
Pilař jez - rok 2022
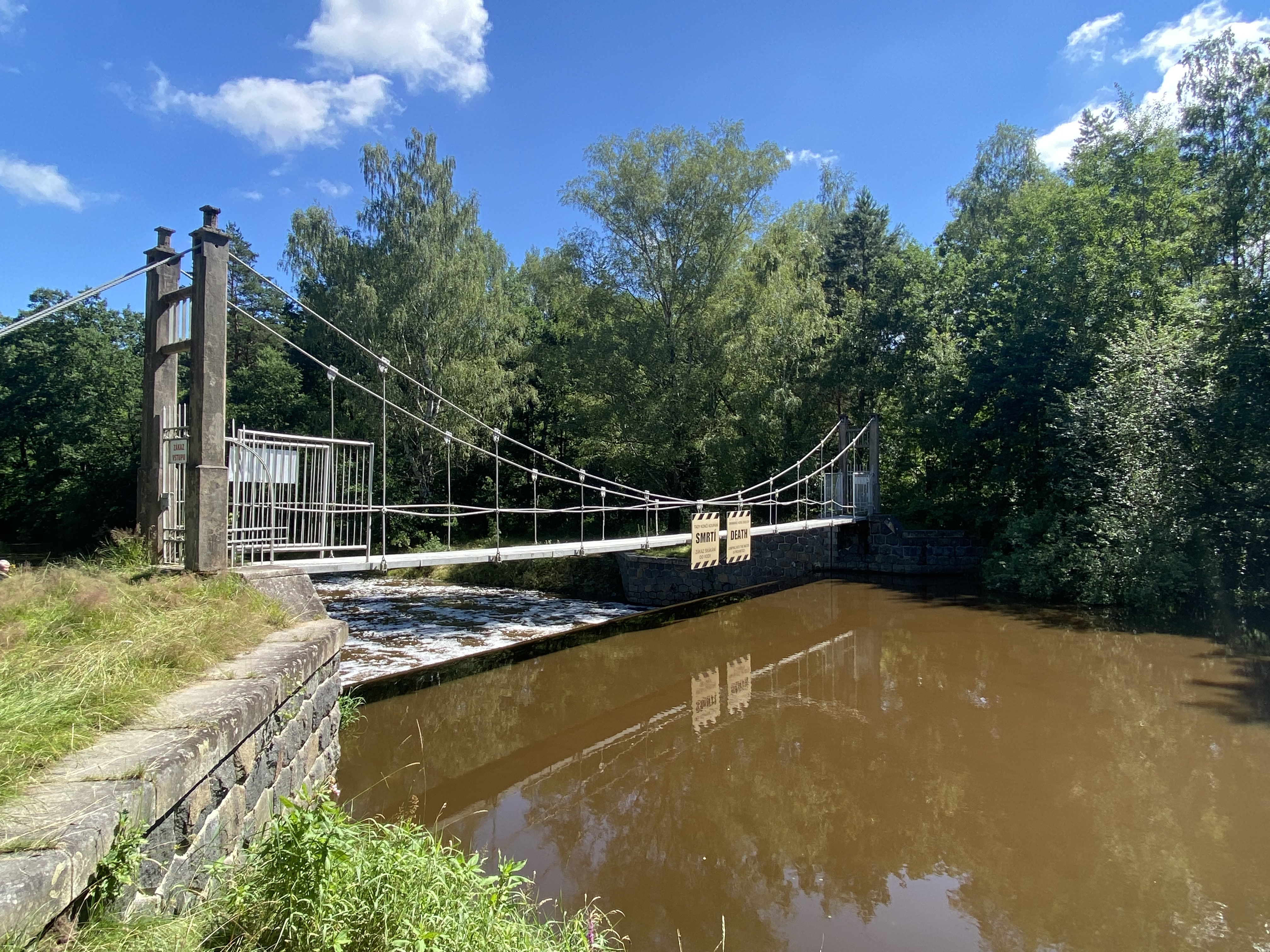
Most pro pěší přes jez Pilař - rok 2022
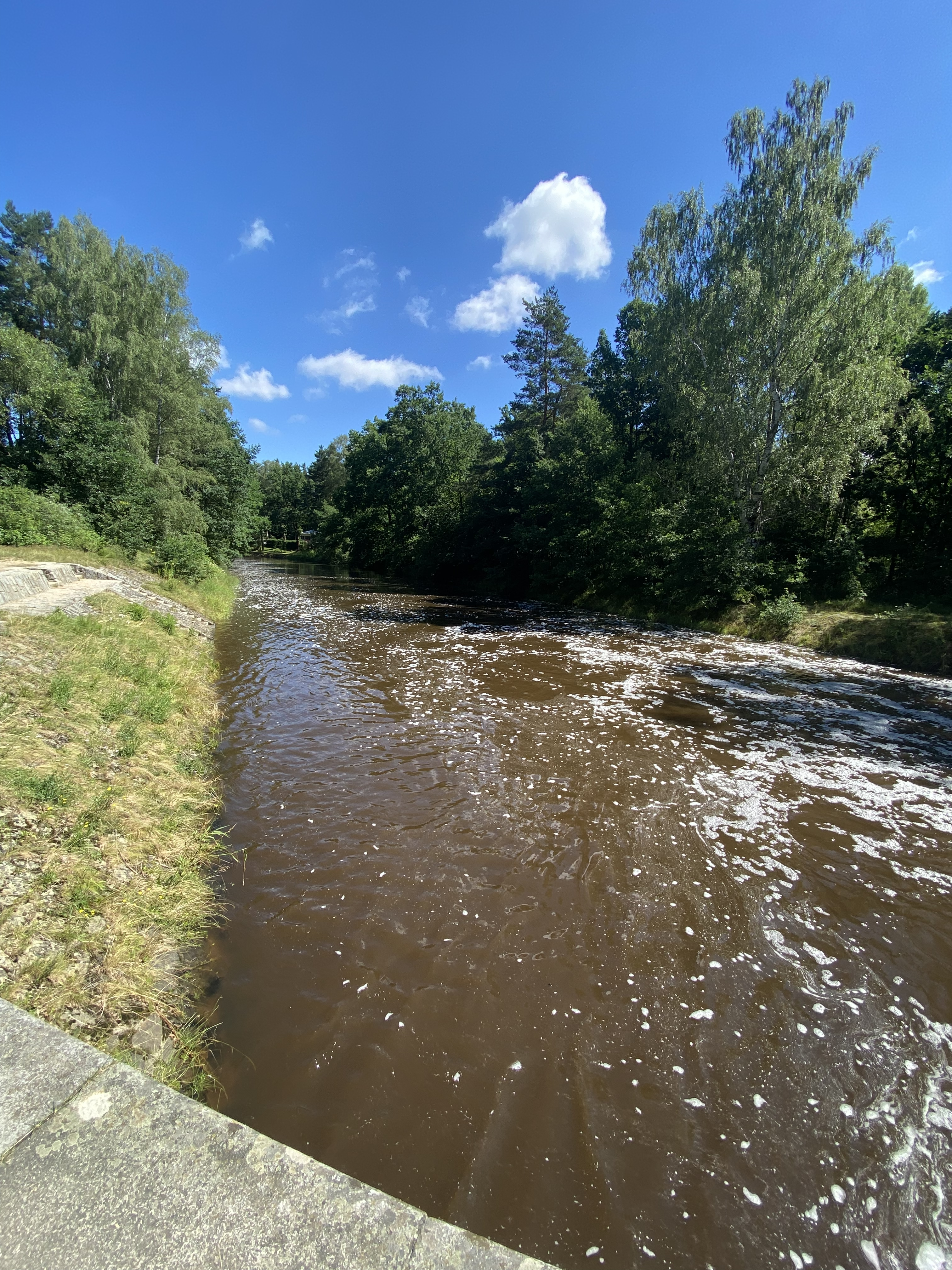
Řeka Lužnice pod Pilařem - rok 2022